# El Ermitano (ort i Honduras)
El Ermitano är en ort i Honduras.   Den ligger i departementet Departamento de Santa Bárbara, i den västra delen av landet, 200 km nordväst om huvudstaden Tegucigalpa. El Ermitano ligger 983 meter över havet och antalet invånare är 947.
Terrängen runt El Ermitano är huvudsakligen kuperad. El Ermitano ligger uppe på en höjd. Runt El Ermitano är det ganska tätbefolkat, med 111 invånare per kvadratkilometer. Närmaste större samhälle är Macuelizo, 17,0 km öster om El Ermitano. 